# نقص الأسواق
إن نقص الأسواق تم تحديده بعدد من الأحياء الأمريكية، وقد ارتبطت هذه الفجوات في الوصول إلى الغذاء ارتباطًا وثيقًا بالأمراض المرتبطة بالنظام الغذائي مثل السرطان والسمنة ومرض السكري. بدأذلك النقص عندما غادر العديد من محلات السوبر ماركت أحياء المدن ذات الدخل المضطرب في أواخر الستينات والسبعينات. بحلول عام 1984، تجاوز إغلاق المتاجر عدد أكبر من افتتاحها على المستوى الوطني، لكن العكس كان في المدن. ويطلق بعض النشطاء على السلاسل الكبيرة التي يتم افتتاحها في المناطق الحضرية "supermarket redlining". وهناك دراسة أخرى لإحصاء أعداد السكان ونسبة الأمريكيين الأفارقة وقد وجدت أن المتاجر الكبرى في عام 1970 كانت محددة في المناطق الحضرية ذات الفقر المرتفع والدخل المنخفض. بعد ذلك، عكس هذا الاتجاه تدريجيا حتى عام 1990. 
تشير الدراسات إلى أن 21 من أكبر المدن في أمريكا تعاني من فجوة البقالة التي تتميز بتخزين عدد أقل من المتاجر وأماكن أقل في كل مخزن. أفقر الأحياء عادة لديها 55% من البقالة. تسهم هجرة المتاجر الكبرى إلى الضواحي في خلق ما يسمى بالصحراء الغذائية.
وفي نفس الوقت، هناك انتشار أقل لمخازن البقالة المملوكة بشكل مستقل في الأحياء ذات الثروات المنخفضة والأغلبية لذوات البشرة السوداء. 
توفر محلات السوبرماركت بشكل عام الطعام بأسعار أرخص من المحلات الأخرى التي تخدم المناطق الداخلية للمدينة. وهناك دراسة قارنت محلات السوبرماركت ومحلات البقالة في الحي والمتاجر ومحلات الأغذية الصحية في سان دييغو بولاية كاليفورنيا ووجد أن المتاجر الكبرى لديها ضعف متوسط عدد الأطعمة «الصحية للقلب» مقارنة بمحلات البقالة الموجودة في الجوار وأربعة أضعاف متوسط عدد هذه الأغذية، مقارنة بالمتاجر. وبالتالي، عدد قليل من محلات السوبر ماركت تعني الوصول القليل للأطعمة الصحية، وارتفاع أسعار الأغذية المتوفرة في البقالات الصغيرة مما ينتج عنه مشاكل صحية.